# Koyama Kenji
Kenji Koyama (sinh ngày 5 tháng 9 năm 1972) là một cầu thủ bóng đá người Nhật Bản.

## Sự nghiệp câu lạc bộ
Kenji Koyama đã từng chơi cho Oita Trinita và Yokohama FC.